# Доброволье (Днепропетровская область)
Доброво́лье (укр. Добровілля) — село,
Добровольский сельский совет,
Васильковский район,
Днепропетровская область,
Украина.
Код КОАТУУ — 1220784401. Население по переписи 2001 года составляло 581 человек.
Является административным центром Добровольского сельского совета, в который, кроме того, входят сёла
Бровки,
Гришаи,
Лысая Балка и
Очеретоватое.

## Географическое положение
Село Доброволье расположено между речками Волчьей и Самарой, в 16 км к северо-востоку от районного центра и в 18 км от железнодорожной станции Ульяновка на линии Чаплино—Синельниково Приднепровской железной дороги.
На расстоянии в 2 км расположены сёла Лысая Балка и Очеретоватое.
По селу протекает пересыхающий ручей с запрудой.

## Происхождение названия
На территории Украины 4 населённых пункта с названием Доброволье.

## История
- 1910 — дата основания.

## Объекты социальной сферы
- Школа.
- Детский сад.
- Клуб.
- Фельдшерско-акушерский пункт.

## Достопримечательности
- Братская могила советских воинов.